# La Motte-Saint-Jean
La Motte-Saint-Jean é uma comuna francesa na região administrativa de Borgonha-Franco-Condado, no departamento Saône-et-Loire. Estende-se por uma área de 21,31 km². Em 2010 a comuna tinha 1 244 habitantes (densidade: 58,4 hab./km²).